# 新改訳聖書刊行協力会
新改訳聖書刊行協力会(しんかいやくせいしょきょうりょくかい)は1961年に、新改訳聖書の翻訳のために、組織された、福音派の諸団体の代表者28名による組織である。会長は常葉隆興。翻訳者を推薦して、それぞれの所属団体に新改訳の刊行の趣旨を説明して、新改訳聖書刊行会の要請による、重大懸案の協議の参加のために組織された。

## 主なメンバー
- 安藤仲市(日本同盟基督教団)
- 道城重太郎(日本イエス・キリスト教団)
- 泉田昭（日本バプテスト教会連合）
- 井出定治（日本福音自由教会協議会）
- 車田秋次（日本ホーリネス教団）
- 木田愛信（日本ナザレン教団）
- 小林誠一（福音伝道教団）
- 大江捨一（日本アライアンス教団）
- 常葉隆興（日本基督改革派）
- 谷口茂寿（日本神の家）
- 蔦田二雄（イムマヌエル綜合伝道団）
- 田中敬止（基督兄弟団）
- 弓山喜代馬（日本アッセンブリー教団）
- 谷中広美（基督聖協団）
- フランク・コール